# Сохан, Джереми
Джереми Юлиуш Сохан (пол. Jeremy Juliusz Sochan; род. 20 мая 2003, Гаймон, Техас, Оклахома, США) — американский профессиональный баскетболист польского происхождения клуба НБА «Сан-Антонио Спёрс» и национальной сборной Польши. Родился в США в семье польской матери и американского отца, вырос в Англии, где играл в юношеский баскетбол. Сохан переехал в США, чтобы поступить в школу Ла Люмьер, а затем начал профессиональную карьеру в 2020 году в Германии за «ОранджАкадеми». Он играл за «Бэйлор Беарз» в сезоне 2021/2022 и был выбран «Спёрс» под девятым номером на драфте НБА 2022 года.

## Ранние годы
Сочан родился в Гаймоне, штат Оклахома. Его мать Анета была польской баскетболисткой команды «Полония» (Варшава), которая играла в студенчестве за команду «Оклахома Панхандл Стейт Эггис». Там она познакомилась с отцом Сохана, Райаном Уильямсом, который играл за мужскую баскетбольную команду. Уильямс погиб в автокатастрофе в 2017 году. У Сохана есть младший брат и отчим.
Дедушка Сохана по материнской линии, Юлиуш Сохан, в честь которого он получил своё второе имя, был президентом Варшавской региональной баскетбольной ассоциации. Его прадед, Зигмунт Сохан, был игроком футбольной клуба «Варшавянка», сыграв 94 матча в Экстраклассе (высший дивизион Польши) до Второй мировой войны, когда он присоединился к польскому сопротивлению против немецких оккупантов и выжил в концентрационном лагере Штуттгоф.
Сохан сделал свои первые шаги в баскетболе, живя в Англии, сначала в юношестве за команду «Троянс» в Милтон-Кинсе, а затем переехал в Саутгемптон и играл за молодёжную команду «Солент Кестрелс» и «Итчен».
Сохан начал свою карьеру в старшей школе Ла Люмьер в Индиане, но из-за пандемии COVID-19 он покинул США.
В июле 2020 года Сохан пообещал играть за студенческую команду «Бэйлор».

## Карьера в колледже
8 января 2022 года Сохан вывихнул лодыжку во время игры против ТСУ и пропустил несколько игр. По итогам сезона он получил награду «Лучший 6-й игрок конференции Big 12» и был включён в сборную новичков конференции Big 12. Позже его команда заняла первое место в мужском баскетбольном турнире NCAA Division I 2022 года, но проиграла во втором раунде. Будучи новичком, он набирал в среднем 9,2 очка, 6,4 подбора и 1,3 перехвата за игру. 15 апреля 2022 года Сохан подал заявку на драфт НБА 2022 года, отказавшись от своего оставшегося права на поступление в колледж.

## Профессиональная карьера

### «ОранджАкадеми» (2020—2021)
В 2020 году Сохан присоединился к немецкому клубу «ОранджАкадеми».

### «Сан-Антонио Спёрс» (2022—настоящее время)
Сочан был выбран «Сан-Антонио Спёрс» под девятым номером на драфте НБА 2022 года. Сохан присоединился к составу «Спёрс» в Летней лиге НБА 2022 года, но позже был исключен из-за того, что был помещен в протокол по охране здоровья и безопасности НБА после положительного теста на коронавирус.
8 июля 2022 года Сохан подписал контракт новичка со «Спёрс». 22 декабря Сочан набрал 23 очка и сделал 9 подборов, установив рекорд своей карьеры в проигрышном матче против «Нью-Орлеан Пеликанс» (117:126). В сезоне 2023/2024 Сохан стал стартовым разыгрывающим защитником «Спёрс», ранее эту позицию занимал Тре Джонс. Это решение, названное «экспериментом», впервые выпустить его на позицию разыгрывающего было принято из-за того, что Сохан продемонстрировал способности плеймейкера в предыдущем сезоне. Он снова возобновил игру в качестве тяжёлого форварда после 17 игр. 28 января 2023 года Сохан набрал 30 очков, установив рекорд своей карьеры, в проигрышном матче против «Финикс Санз» (118:128). 30 ноября 2023 года он превзошел свой рекорд, набрав 33 очка в проигрышной игре против «Атланта Хокс» (135:137).
Сохан привлёк внимание своей нетрадиционной техникой выполнения штрафных бросков одной рукой, подход, который он начал использовать в декабре 2022 года после того, как главный тренер «Спёрс» Грегг Попович предложил его в качестве эксперимента, чтобы увеличить процент штрафных бросков поляка. Оказалось, что эта техника увеличила его средний процент штрафных бросков примерно на 30% в сезоне 2022/2023. После игры в октябре 2023 года Сочан сказал: «Да, я думаю, что буду придерживаться штрафного броска одной рукой».
24 августа 2024 года Сохан попал в автомобильную аварию, врезавшись в ограждение в Сан-Антонио, но, к счастью, не пострадал. Он сказал полиции, что «потерял контроль над своим автомобилем» и врезался в ограждение на пандусе. В результате аварии пострадал только его автомобиль, а он отказался от скорой помощи, оставшись невредимым.
В ноябре 2024 года Сохану была назначена операция по восстановлению сломанного большого пальца левой руки. Он был вынужден досрочно сняться с игры против «Лос-Анджелес Клипперс».

## Карьера за сборную
Сохан представлял Польшу и Англию на юношеском уровне. В составе сборной Польши (до 16 лет) он привёл свою команду к титулу на чемпионате Европы (до 16 лет) 2019 года в дивизионе B в Черногории. Там он стал MVP турнира.
Сохан стал членом национальной сборной Польши. Дебют состоялся в победном матче квалификации Евробаскета 2022 против Румынии (88:81), став самым молодым игроком, когда-либо игравшим за польскую сборную. Он сыграл 29 минут, за которые набрал 18 очков, включая четырехочковую атаку в конце и решающий блок.

## Статистика

### Статистика в НБА
| Сезон   | Команда     | Регулярный сезон | Регулярный сезон          | Регулярный сезон         | Регулярный сезон         | Регулярный сезон                      | Регулярный сезон                   | Регулярный сезон            | Регулярный сезон           | Регулярный сезон              | Регулярный сезон              | Регулярный сезон         | Серия плей-офф  | Серия плей-офф            | Серия плей-офф           | Серия плей-офф           | Серия плей-офф                        | Серия плей-офф                     | Серия плей-офф              | Серия плей-офф             | Серия плей-офф                | Серия плей-офф                | Серия плей-офф           |
| Сезон   | Команда     | Сыгранные матчи  | Матчи в стартовой пятёрке | Количество минут за игру | Процент попаданий с игры | Процент попадания трёхочковых бросков | Процент попадания штрафных бросков | Количество подборов за игру | Количество передач за игру | Количество перехватов за игру | Количество блок-шотов за игру | Количество очков за игру | Сыгранные матчи | Матчи в стартовой пятёрке | Количество минут за игру | Процент попаданий с игры | Процент попадания трёхочковых бросков | Процент попадания штрафных бросков | Количество подборов за игру | Количество передач за игру | Количество перехватов за игру | Количество блок-шотов за игру | Количество очков за игру |
| ------- | ----------- | ---------------- | ------------------------- | ------------------------ | ------------------------ | ------------------------------------- | ---------------------------------- | --------------------------- | -------------------------- | ----------------------------- | ----------------------------- | ------------------------ | --------------- | ------------------------- | ------------------------ | ------------------------ | ------------------------------------- | ---------------------------------- | --------------------------- | -------------------------- | ----------------------------- | ----------------------------- | ------------------------ |
| 2022/23 | Сан-Антонио | 56               | 53                        | 26,0                     | 45,3                     | 24,6                                  | 69,8                               | 5,3                         | 2,5                        | 0,8                           | 0,4                           | 11,0                     | Не участвовал   | Не участвовал             | Не участвовал            | Не участвовал            | Не участвовал                         | Не участвовал                      | Не участвовал               | Не участвовал              | Не участвовал                 | Не участвовал                 | Не участвовал            |
| 2023/24 | Сан-Антонио | 74               | 73                        | 29,6                     | 43,8                     | 30,8                                  | 77,1                               | 6,4                         | 3,4                        | 0,8                           | 0,5                           | 11,6                     | Не участвовал   | Не участвовал             | Не участвовал            | Не участвовал            | Не участвовал                         | Не участвовал                      | Не участвовал               | Не участвовал              | Не участвовал                 | Не участвовал                 | Не участвовал            |
| 2024/25 | Сан-Антонио | 54               | 23                        | 25,3                     | 53,5                     | 30,8                                  | 69,6                               | 6,5                         | 2,4                        | 0,8                           | 0,5                           | 11,4                     | Не участвовал   | Не участвовал             | Не участвовал            | Не участвовал            | Не участвовал                         | Не участвовал                      | Не участвовал               | Не участвовал              | Не участвовал                 | Не участвовал                 | Не участвовал            |
|         | Всего       | 184              | 149                       | 27,3                     | 46,8                     | 29,0                                  | 72,5                               | 6,1                         | 2,8                        | 0,8                           | 0,5                           | 11,4                     | Не участвовал   | Не участвовал             | Не участвовал            | Не участвовал            | Не участвовал                         | Не участвовал                      | Не участвовал               | Не участвовал              | Не участвовал                 | Не участвовал                 | Не участвовал            |

### Статистика в NCAA
| Сезон   | Команда | Конференция | Год обучения («FR» — 1 курс, «SO» — 2 курс, «JR» — 3 курс, «SR» — 4 курс) | Сыгранные матчи | Матчи в стартовой пятёрке | Количество минут за игру | Процент попаданий с игры | Процент попадания трёхочковых бросков | Процент попадания штрафных бросков | Количество подборов за игру | Количество передач за игру | Количество перехватов за игру | Количество блок-шотов за игру | Количество очков за игру |
| ------- | ------- | ----------- | ------------------------------------------------------------------------- | --------------- | ------------------------- | ------------------------ | ------------------------ | ------------------------------------- | ---------------------------------- | --------------------------- | -------------------------- | ----------------------------- | ----------------------------- | ------------------------ |
| 2021/22 | Бэйлор  | Big 12      | FR                                                                        | 30              | 1                         | 25,1                     | 47,4                     | 29,6                                  | 58,9                               | 6,4                         | 1,8                        | 1,3                           | 0,7                           | 9,2                      |
| Всего   | Всего   | Всего       | Всего                                                                     | 30              | 1                         | 25,1                     | 47,4                     | 29,6                                  | 58,9                               | 6,4                         | 1,8                        | 1,3                           | 0,7                           | 9,2                      |

### Статистика в других лигах
| Сезон | Команда        | Лига              | GP | GS | MPG  | FG%  | 3P%  | FT%  | RPG  | APG | SPG | BPG | PFL | TOV | PPG  |
| --- | -------------- | ----------------- | -- | -- | ---- | ---- | ---- | ---- | ---- | --- | --- | --- | --- | --- | ---- |
| 2020/21 | Все клубы      | Все лиги          | 25 | 19 | 25,4 | 41,6 | 24,7 | 52,5 | 5,2  | 2,0 | 1,1 | 1,4 | 2,4 | 1,6 | 10,7 |
| 2020/21 | Орандж Академи | Бундеслига 3      | 21 | 15 | 24,3 | 42,5 | 25,0 | 51,9 | 3,8  | 1,9 | 1,0 | 1,4 | 2,6 | 1,5 | 9,8  |
| 2020/21 | Орандж Академи | Турнир в Валенсии | 4  | 4  | 31,0 | 39,0 | 24,0 | 55,6 | 12,8 | 2,8 | 1,5 | 1,3 | 1,8 | 2,0 | 15,5 |
| Всего | Всего          | Всего             | 25 | 19 | 25,4 | 41,6 | 24,7 | 52,5 | 5,2  | 2,0 | 1,1 | 1,4 | 2,4 | 1,6 | 10,7 |
| Наведите курсор мыши на аббревиатуры в заголовке таблицы, чтобы прочесть их расшифровку Статистика приведена с сайта basketball.realgm.com |                |                   |    |    |      |      |      |      |      |     |     |     |     |     |      |